# Sarvijärvi, Norrbotten
Sarvijärvi är en sjö i Övertorneå kommun i Norrbotten och ingår i Sangisälvens huvudavrinningsområde. Sjön har en area på 0,223 kvadratkilometer och ligger 104,2 meter över havet.

## Delavrinningsområde
Sarvijärvi ingår i det delavrinningsområde (735775-183422) som SMHI kallar för Utloppet av Kukasjärvi. Medelhöjden är 100 meter över havet och ytan är 56,02 kvadratkilometer. Räknas de 28 avrinningsområdena uppströms in blir den ackumulerade arean 494,14 kvadratkilometer. Avrinningsområdets utflöde Sangisälven (Raitajoki) mynnar i havet. Avrinningsområdet består mestadels av skog (69 procent) och sankmarker (12 procent). Avrinningsområdet har 3,92 kvadratkilometer vattenytor vilket ger det en sjöprocent på 7 procent.